# Eusparassus shefteli
Eusparassus shefteli is een spinnensoort in de taxonomische indeling van de jachtkrabspinnen (Sparassidae).
Het dier behoort tot het geslacht Eusparassus. De wetenschappelijke naam van de soort werd voor het eerst geldig gepubliceerd in 1916 door Ralph Vary Chamberlin.